# Devotion (película de 2022)
Devotion es una película biográfica de guerra estadounidense de 2022 basada en el libro de 2015 Devotion: An Epic Story of Heroism, Friendship, and Sacrifice de Adam Makos, que vuelve a contar la camaradería entre los oficiales navales Jesse Brown y Tom Hudner durante la guerra de Corea. Está dirigida por JD Dillard y escrita por Jake Crane y Jonathan Stewart. La película es protagonizada por Jonathan Majors como Brown y Glen Powell como Hudner, con Christina Jackson, Joe Jonas, Nick Hargrove, Spencer Neville, Thomas Sadoski y Daren Kagasoff en papeles secundarios.
Devotion se estrenó en el Festival Internacional de Cine de Toronto en IMAX en Ontario Place Cinesphere el 12 de septiembre de 2022 y se estrenó en los Estados Unidos el 23 de noviembre de 2022. Recibió reseñas generalmente positivas de los críticos.

## Sinopsis
La historia real gira en torno a los pilotos de combate de élite Jesse Brown y Tom Hudner, quienes se convirtieron en los más célebres hombres de ala de la Armada de los Estados Unidos durante la guerra de Corea.

## Argumento
A principios de 1950, el teniente Tom Hudner se transfiere al Escuadrón de combate 32 (VF-32) en la Estación aérea naval de Quonset Point, donde conoce al alférez Jesse Brown, el único miembro afroamericano de la unidad. Hudner se integra bien en el escuadrón, al que se le asignan F4U-4 Corsairs: poderosos aviones con reputación de tener accidentes fatales si no se manejan adecuadamente. Después de que el auto de Brown se descompone, Hudner comienza a llevarlo y finalmente conoce a su esposa Daisy y a su pequeña hija Pam. A los Brown les está yendo bien, pero luchan con los vecinos racistas, y Brown ha recurrido a gritarse insultos racistas en el espejo para motivarse antes de las misiones.
El VF-32 pasa sus pruebas de portaaviones con el Corsair y se transfiere al USS Leyte, que se despliega en el Mar Mediterráneo para disuadir la agresión soviética. Antes de irse, Daisy le pide a Hudner que le prometa que estará allí para Jesse. En el viaje, el miembro del escuadrón Mohring muere en un accidente mientras intenta aterrizar un Corsair en el portaaviones. Hudner pregunta por qué Mohring no siguió las instrucciones, pero Brown explica que uno no siempre puede seguir las instrucciones: si Brown solo hubiera hecho lo que le dijeron, los muchos oficiales superiores racistas lo habrían detenido al principio de su carrera que querían que fallara.
La unidad tiene permiso para bajar a tierra en Cannes, Francia, donde Brown se encuentra con la actriz Elizabeth Taylor en la playa y consigue invitaciones para el escuadrón a un casino, impresionándolos. Después de que Hudner se pelea borracho con un infante de marina que previamente había acosado a Brown, Brown le dice a Hudner que no pelee sus batallas por él, sino que simplemente esté allí para él. Brown recibe un reloj caro de parte de los tripulantes negros de "Leyte", quienes lo admiran por su trabajo.
Al día siguiente, se informa al escuadrón que ha estallado la guerra entre Corea del Norte y Corea del Sur, y "Leyte" se está redistribuyendo para apoyar al Sur. En noviembre de 1950, el VF-32 llega a Corea y se entera de que las tropas chinas han entrado en la guerra del lado norcoreano y han comenzado a hacer retroceder a las fuerzas estadounidenses. El escuadrón se despliega para destruir un par de puentes en el río Yalu entre China y Corea del Norte, aunque solo se les permite disparar en el lado coreano de la frontera. Brown y Hudner luchan contra un avión de combate MiG-15 mientras los demás atacan los puentes, pero uno permanece en pie. Mientras Hudner ordena una retirada frente al fuego antiaéreo del lado chino del río, Brown lo desobedece y ataca el puente solo, paralizando con éxito.
El informe posterior a la acción de Hudner elogia a Brown, pero también menciona que actuó en contra de las órdenes, lo que Brown le dice a Hudner que se utilizará como excusa para negarle los ascensos por el resto de su carrera, a pesar del intento de Hudner de revisar el informe. En otra misión para apoyar a los infantes de marina sitiados en el embalse de Chosin (incluido el infante de marina que acosó anteriormente a Brown), el Corsair de Brown queda lisiado y se ve obligado a aterrizar en un claro en las montañas nevadas de Corea del Norte. Hudner ve que Brown está vivo pero atrapado en su cabina y hace un aterrizaje forzoso deliberado con su propio avión en el claro para ayudar a Brown. Aunque apaga un incendio en el motor, Hudner no puede sacar al herido Brown de los restos, y Brown muere poco después de que llega un helicóptero Sikorsky de la Marina para ayudarlo. De vuelta en "Leyte", el comandante de Hudner determina que es demasiado arriesgado intentar recuperar el cuerpo de Brown del área controlada por los chinos, y el VF-32 (menos el herido Hudner) es enviado en un "vuelo fúnebre" para destruirlo ambos Corsairs derribados, con el cadáver de Brown todavía dentro.
Varios meses después, Hudner, desconsolado, recibe la Medalla de Honor del presidente Harry S. Truman por sus intentos de salvar a Brown. Hudner habla con Daisy después de la ceremonia y se disculpa por no poder rescatar a su esposo. Daisy comenta que solo le hizo prometer que estaría allí para Jesse, no para salvarlo, y Hudner le dice que las últimas palabras de Jesse fueron sobre cuánto la amaba.
La película termina con una nota de que los restos de Brown nunca se han recuperado de Corea del Norte y que las familias de Hudner y Brown siguen siendo amigos cercanos hasta el día de hoy.

## Reparto
- Jonathan Majors como el alférez Jesse Brown
- Glen Powell como el teniente[8] Tom Hudner
- Christina Jackson como Daisy Brown
- Joe Jonas como Marty Goode
- Thomas Sadoski como Dick Cevoli
- Serinda Swan como Elizabeth Taylor
- Daren Kagasoff como Bill Koenig
- Nick Hargrove como Carol Mohring
- Spencer Neville como Bo Lavery
- Dean Denton como el capitán del USS Leyte (CV-32) T.U. Sisson
- Bill Martin Williams como el presidente de los Estados Unidos Harry S. Truman
- David White como general chino
- Sean Kelley como marino
- Armin Sayson como el soldado chino que derribó el Corsair de Brown

## Producción
En marzo de 2018, Black Label Media adquirió los derechos de Devotion por recomendación de Glen Powell, se incorporó como productor y se comprometió a interpretar a Tom Hudner. En diciembre de 2019, se anunció que Jonathan Majors interpretaría a Jesse Brown y que J.D. Dillard lo dirigiría. En septiembre de 2020, se anunció que Sony Pictures distribuiría en los Estados Unidos, mientras que STXinternational se encargaría de las ventas internacionales. En febrero de 2021, Serinda Swan fue elegida como Elizabeth Taylor.
Dillard sintió una conexión personal cercana con el tema como hijo de un aviador naval, y se basó en historias relatadas por su padre como el hombre negro solitario en una comunidad de aviación predominantemente blanca. En una entrevista con Deadline Hollywood, dijo: "Tanto técnica como socialmente, ambos lidiaron con el aislamiento y hay tantas piezas allí que creo que finalmente se convirtieron en el ADN de la película". El padre de Dillard también visitó el set y se desempeñó como asesor técnico de la película. Su contribución a la película se reconoce en una tarjeta separada en los créditos finales.
Powell, quien leyó el libro de Adam Makos cuando salió por primera vez en 2015, se lo llevó a Molly Smith de Black Label y fue a visitar a Thomas J. Hudner, Jr. poco antes de su muerte en 2017. Le llamaron la atención las fotografías y los recuerdos de Jesse Brown en la casa, y comentó que "vi el peso que tenía sobre él. No fue una celebración, fue un recordatorio constante de un amigo que perdió y llevé ese peso a este papel”.
La fotografía principal comenzó el 4 de febrero de 2021 en Savannah, Georgia. El rodaje también tuvo lugar en Charleston, Carolina del Sur, Wenatchee, Washington, Statesboro, Georgia, y del 17 de marzo al 13 de abril de 2021 en el aeropuerto del condado de Statesboro-Bulloch.
Dillard estaba decidido a crear efectos prácticos utilizando aviones reales tanto como fuera posible, incluidos varios F4U Corsairs, un AD Skyraider, dos cazas F8F Bearcat, uno de los únicos helicópteros HO5S-1 que pueden volar y un MiG-15. Dillard contrató al coordinador de acrobacias aéreas Kevin LaRosa, quien creó las secuencias de vuelo para Top Gun: Maverick. Se utilizó un entrenador L-39 Albatros modificado como plataforma de cámara aire-aire. Las imágenes del interior de los actores que volaban el Bearcat se crearon utilizando un Hawker Sea Fury con el asiento trasero modificado para parecerse a la cabina de un Bearcat y partes visibles de la aeronave pintadas como un VF-32 Bearcat, lo que permitió a los actores simular el pilotaje de la aeronave durante maniobras aéreas reales.

## Música
Chanda Dancy, graduada de la Escuela de Música Thornton, compone la banda sonora de la película, que fue lanzada por Lakeshore Records. Joe Jonas y Khalid escriben e interpretan a dúo la canción de los créditos finales llamada Not Alone, pero el sencillo no forma parte de la banda sonora.

## Estreno
Devotion tuvo su estreno mundial en el Festival Internacional de Cine de Toronto en IMAX en Ontario Place Cinesphere el 12 de septiembre de 2022 y también como la película de la noche de apertura de Film Fest 919 el 19 de octubre de 2022. Tuvo su estreno en Estados Unidos en el 58.º Festival Internacional de Cine de Chicago el 22 de octubre de 2022. Se estrenó en cines el 23 de noviembre de 2022. Originalmente estaba programada para estrenarse en cines de forma limitada el 14 de octubre de 2022, seguida de una expansión el 28 de octubre de 2022.

## Recepción
Devotion recibió reseñas generalmente positivas de parte de la crítica y de la audiencia. En el sitio web especializado Rotten Tomatoes, la película posee una aprobación de 81%, basada en 123 reseñas, con una calificación de 6.7/10, y con un consenso crítico que dice: "Honrando la historia de la vida real mientras ofrece un drama impactante, Devotion es una película biográfica sencilla realzada por actuaciones destacadas de un elenco talentoso." De parte de la audiencia tiene una aprobación de 85%, basada en más de 2500 votos, con una calificación de 4.2/5.
El sitio web Metacritic le dio a la película una puntuación de 66 de 100, basada en 30 reseñas, indicando "reseñas generalmente favorables". Las audiencias encuestadas por CinemaScore le otorgaron a la película una "A-" en una escala de A+ a F, mientras que en el sitio IMDb los usuarios le asignaron una calificación de 6.6/10, sobre la base de más de 26 000 votos. En la página web FilmAffinity la cinta tiene una calificación de 5.6/10, basada en 1349 votos.